# Oud Al Muteen
Oud Al Muteen (in arabo عود المطينة‎?), o anche Oud Al Muteena, è una comunità dell'Emirato di Dubai, negli Emirati Arabi Uniti. Si trova nel Settore 2 nella zona centro-settentrionale di Dubai, al confine con l'Emirato di Sharjah.

## Territorio
Il territorio occupa un'area di 7,4 km² nella zona settentrionale di Dubai, al confine con Sharja.
L'area è delimitata a nord dalla 102 Street che segna il confine con Sharja, a est dalla Sheikh Zayed Bin Hamdan Al Nahyan Street (D 54), a sud dalla  Tunis Street (D 93) e a ovest dalla Algeria Street (D 56).
Il quartiere è suddiviso in tre sotto-comunità:
- Oud Al Muteen First (codice comunità 265);
- Oud Al Muteen Second (codice comunità 266), detta anche Al Mizhar Third;
- Oud Al Muteen Third (codice comunità 268), detta anche Oud Al Muteen Second

Si tratta di un quartiere residenziale, costituito da un mix di ville e appartamenti, situato in una zona tranquilla, lontana dalla vita frenetica del centro di Dubai e pertanto molto frequentato da famiglie. Il quartiere è ampiamente dotato di servizi quali scuole, supermercati, parchi, e luoghi di culto per svariate religioni (chiese cristiane, moschee musulmane e templi indù).
Non vi sono fermate della metropolitana nel quartiere che tuttavia è servito da diverse linee di trasporti di superficie.